# Baldor
En el universo imaginario de J. R. R. Tolkien, Baldor fue el heredero de Brego, el segundo rey de Rohan y hermano de Aldor, quien ocuparía el trono como tercer monarca de Rohan.
Según cuenta una leyenda Eorlinga, Baldor y su padre, el rey Brego, en busca de lugares propicios para refugiarse en tiempos de necesidad, subieron por El Sagrario y llegaron hasta la Gran Puerta. Encontraron, sentado en el umbral, a un anciano muy viejo y muy decrépito que les habló y les dijo que el Camino estaba cerrado; y agregó que lo habían hecho "(...)los Muertos, y los Muertos lo guardan, hasta que llegue la hora..." (ESDLA.Libro V. Cap III). Cuando Baldor preguntó cuando llegaría la hora, el anciano cayó muerto. Al volver a Edoras, sin haber podido entrar, Baldor quedó atrapado por el deseo de conocer más. 
En el banquete de celebración de la construcción de Meduseld, Baldor hizo el temerario juramento, tras vaciar el Cuerno del Festín, de regresar y entrar a los Senderos de los Muertos. Y en ellos desapareció y nunca más se supo de él. 
Sus restos fueron hallados por Aragorn durante la Guerra del Anillo. Su esqueleto, que aún estaba cubierto por una cota de malla, un plaquín y un yelmo de oro, estaba apoyado al lado de una puerta de piedra, y junto a él había una espada rota. Había marcas de dedos en la puerta, indicando que había muerto intentando abrirla. Sin embargo no se sabe cuál fue la razón por la que pereció allí.
Tolkien revelaría el destino de Baldor en un artículo en Vinyar Tengwar: 

El particular terror que causó el esqueleto de Baldor ante la puerta cerrada se debe, probablemente, al hecho de que la puerta era la entrada a un templo de los perjuros Hombres de la Sombra, que rompieron el juramento a Isildur. Baldor posiblemente había llegado sin resistencia hasta ese punto, cuando los enemigos que lo habían seguido silenciosamente aparecieron, le rompieron las piernas y lo dejaron para que muriera en la oscuridad, incapaz de encontrar un salida.

- Datos: Q5109142